# 水野浅次郎
水野 浅次郎（みずの あさじろう、生没年不詳）とは明治時代の東京の地本問屋。

## 来歴
明治時代に東京府日本橋区葭町1番地において地本問屋を営業している。主に田口米作の錦絵を出版している。

## 作品
- 田口米作 「斎藤少佐之恩愛促捕虜軍内之実吐図」 大判3枚続 錦絵 明治27年（1894年）
- 田口米作 「大雪ヲ冒シテ我将校単身敵地ヲ偵察之図」 大判3枚続 明治28年（1895年）
- 田口米作 「日清戦争忠勇美鑑」 大判 錦絵揃物 明治28年